# Massive compact halo object
« MACHO » redirige ici. Pour les autres significations, voir Macho.
Les MACHO (acronyme de massive astrophysical compact halo object ou de massive compact halo object) sont des objets hypothétiques compacts et sombres pouvant errer dans le halo galactique.

## Types d'objets
Les MACHO apportent une solution possible au problème de la matière noire galactique. Celle-ci serait alors répartie dans un halo d'objets dans la Voie Lactée, qui seraient difficilement détectables. Les candidats possibles seraient des naines brunes, naines blanches ou naines rouges peu lumineuses, des trous noirs (potentiellement primordiaux) ou encore des planètes errantes.

## Détection des MACHO
Deux expériences majeures, MACHO (États-Unis) et EROS (Expérience pour la recherche d'objets sombres, France), ont recherché ce type d'objet à partir de 1990 en observant des millions d'étoiles appartenant à deux galaxies naines satellites de la Voie lactée, les nuages de Magellan, et en utilisant l'outil des microlentilles gravitationnelles. Le principe est de mesurer la courbe de luminosité des étoiles et d'essayer d'identifier les moments où, par effet de lentille gravitationnelle, un MACHO autrement invisible amplifie la lumière d'une étoile. Les nuages de Magellan sont une cible intéressante pour ce type d'analyse, car ils regroupent un grand nombre d'étoiles résolubles individuellement dans une zone assez petite de la sphère céleste. Il est également possible d'observer le centre galactique (ce qu'a réalisé entre autres la collaboration OGLE), ou même en observant la galaxie d'Andromède, ce qui a été fait par les collaborations POINT-AGAPE et MEGA. 
Les résultats obtenus sont contradictoires : MACHO estime avoir observé un signal positif à hauteur de 21 % en masse du halo galactique pour des objets d'environ 0,4 masse solaire, et à l'inverse EROS rejette l'hypothèse d'existence de MACHOs dans une gamme de masse entre 10-7 (masse de la Lune) et 30 masses solaires, plaçant une limite haute de 10 % de la masse du halo constituée d'objets de cette gamme. Les résultats d'EROS seraient cependant plus convaincants, certains évènements de MACHO ayant été par la suite identifiés comme étoiles variables. Il existe plusieurs hypothèses permettant d'expliquer la différence de résultats, notamment la possibilité de contamination du flux des étoiles mesurées par des étoiles moins brillantes qui est plus forte pour la collaboration MACHO. Il est également à noter que des objets d'une telle masse favoriseraient un halo de naines rouges ou blanches qui, depuis, n'ont pas été observées de manière directe. D'autres expériences sont toujours en cours : SuperMACHO, POINT-AGAPE, MEGA et WeCapp.